# 22847 Utley
22847 Utley è un asteroide della fascia principale. Scoperto nel 1999, presenta un'orbita caratterizzata da un semiasse maggiore pari a 2,5157694 UA e da un'eccentricità di 0,1145998, inclinata di 2,32732° rispetto all'eclittica.